# Grup de la dussertita
El grup de la dussertita és un grup de minerals englobat dins del supergrup de l'alunita. En aquest grup s'engloben els arsenats de calci, estronci, bari i plom del supergrup de l'alunita. Els membres del grup són:
| Grup de la dussertita |                            |
| Arsenocrandal·lita    | CaAl₃(AsO₄)(AsO₃OH)(OH)₆   |
| Arsenoflorencita-(Ce) | CeAl₃(AsO₄)₂(OH)₆          |
| Arsenoflorencita-(La) | LaAl₃(AsO₄)₂(OH)₆          |
| Arsenoflorencita-(Nd) | NdAl₃(AsO₄)₂(OH)₆          |
| Arsenogorceixita      | BaAl₃(AsO₄)(AsO₃OH)(OH)₆   |
| Arsenogoyazita        | SrAl₃(AsO₄)(AsO₃OH)(OH)₆   |
| Arsenowaylandita      | BiAl₃(AsO₄)₂(OH)₆          |
| Dussertita            | BaFe₃3+(AsO₄)(AsO₃OH)(OH)₆ |
| Graulichita-(Ce)      | CeFe3+ 3(AsO₄)₂(OH)₆       |
| Graulichita-(La)      | LaFe3+ 3(AsO₄)₂(OH)₆       |
| Karlseifertita        | Pb(Ga₂Ge)(AsO₄)₂(OH)₆      |
| Philipsbornita        | PbAl₃(AsO₄)₂(OH)₅ · H₂O    |
| Segnitita             | PbFe₃3+(AsO₄)₂(OH,H₂O)₆    |